# قائمة مؤلفات حسان حلاق
هذه قائمة مُؤلَّفات حسَّان حلَّاق وهو مُؤرِّخ لُبناني ولد سنة 1946م وتوفي سنة 2023م. لهُ ما يزيد عن ستين كتابًا في تاريخ مدينة بيروت ولُبنان والوطن العربي والدولة العُثمانيَّة. اعتمدت بعض المُؤتمرات الدُوليَّة على مُؤلَّفاته وإسهاماته العلميَّة لفهم تاريخ لُبنان السياسي والاقتصادي والاجتماعي، كما تُرجمت بعض مُؤلَّفاته إلى اللُّغات الألمانيَّة والإنگليزيَّة والتُركيّّة.
وكان حلَّاق أوَّل من استخرج وحقَّق ونشر سجلَّات المحكمة الشرعيَّة في بيروت، إضافةً إلى سجلَّات ووثائق بلديَّة بيروت، وأصدر عدَّة كُتُب وعدَّة دراسات مُعتمدة على هذه السجلَّات. وضمَّت مجموعته الوثائقيَّة قُرابة مائة ألف وثيقة غير منشورة. وبواسطة هذه الوثائق والمؤلَّفات أُعيد كتابة عدَّة جوانب من التاريخ العُثماني عُمومًا واللُّبناني خُصوصًا.
ولحلَّاق العديد من المقالات المنشورة في عدَّة صُحُف ودوريَّات لُبنانيَّة وعربيَّة، منها: جريدة الحياة، والنهار، والعربي، والسفير، والمُستقبل، واللِّواء، والأنوار.

## الكُتُب
| #  | الغلاف | اسم الكتاب | سنة النشر (ميلادية) | ملاحظات |
| -- | ------ | --- | ------------------- | --- |
| 1  |        | موقف الدولة العثمانية من الحركة الصهيونية | 1978                | - رسالة أعدها لنيل درجة الماجستير. - أعادت الدار الجامعية ببيروت طبعه ثانيةً سنة 1980 وثالثةً سنة 1986. - طبعت دار الهدى بالقاهرة منه طبعتان آخرها سنة 1990. - طبعت دار النهضة العربية ببيروت منه طبعتان آخرها سنة 1999.                   |
| 2  |        | تعريب النقود والدواوين في العصر الأموي: الحياة المالية والاقتصادية والإدارية                                                                           | 1978                | - صدرت الطبعة الأولى عن دار الكتاب اللبناني ببيروت ودار الكتاب المصري بالقاهرة. - صدرت الطبعة الثانية من داري النشر نفسهما في بيروت والقاهرة سنة 1986. - أعادت دار النهضة العربية طباعة الكتاب ببيروت سنة 1988م.                         |
| 3  |        | المؤرخ العلامة محمد جميل بيهم (1887-1978): من رواد النهضة السياسية والاجتماعية والفكرية في لبنان والعالم العربي                                        | 1980                | - نشر ذاتي. - قدم له الدكتور عمر فروخ. |
| 4  |        | مذكرات سليم علي سلام (1898-1938): مع دراسة للعلاقات العثمانية العربية والعلاقات الفرنسية اللبنانية                                                     | 1982                | - صدرت الطبعة الأولى عن الدار الجامعية في بيروت. - طبعت دار النهضة العربية في بيروت طبعة ثانية منه سنة 2013. |
| 5  | (4)    | دور اليهود والقوى الدولية في خلع السلطان عبد الحميد الثاني                                                                                             | 1982                | بالعربية - صدرت الطبعة الأولى عن الدار الجامعية ببيروت. - طبعت دار بيروت المحروسة للطباعة والنشر في بيروت طبعة ثانية منه سنة 1993. بالفارسية - نشره معهد الدراسات الثقافية والاجتماعية [الفارسية] في طهران سنة 2001م. 48068028           |
| 6  | (1)    | موقف لبنان من القضية الفلسطينية 1918-1952: عهد الانتداب الفرنسي وعهد الاستقلال                                                                         | 1982                | - صدرت الطبعة الأولى عن مُنظَّمة التحرير الفلسطينيَّة في بيروت. - أعادت دار الشُرُوق الأُردُنيَّة طبعه في عمَّان سنة 2002. |
| 7  |        | مؤتمر الساحل والأقضية الأربعة | 1983                | - |
| 8  |        | دراسات في تاريخ لبنان المعاصر، 1913-1943: من جمعية بيروت الإسلامية الى الميثاق الوطني اللبناني                                                         | 1985                | - صدر عن دار النهضة العربية ببيروت. |
| 9  | (2)    | أوقاف المسلمين في بيروت في العهد العثماني: سجلات المحكمة الشرعية في بيروت                                                                              | 1985                | - صدرت الطبعة الأولى عن المركز الإسلامي للإعلام والإنماء ببيروت. - طبعت الدار الجامعية طبعة ثانية منها صدرت ببيروت سنة 1988م. |
| 10 |        | العلاقات الحضارية بين الشرق والغرب في العصور الوسطى: الأندلس - صقلية - الشام                                                                           | 1986                | - صدرت الطبعة الأولى عن الدار الجامعية ببيروت 22323400. - أعادت دار النهضة العربية ببيروت طباعته سنة 2012 1230015639. |
| 11 |        | بيروت المحروسة في العهد العثماني | 1987                | صدر عن الدار الجامعية ببيروت. |
| 12 |        | التاريخ الاجتماعي والاقتصادي والسياسي في بيروت والولايات العثمانية في القرن التاسع عشر: سجلات المحكمة الشرعية في بيروت                                 | 1987                | صدر عن الدار الجامعية ببيروت. |
| 13 |        | دراسات في تاريخ الحضارة الإسلامية | 1989                | - صدرت الطبعة الأولى عن دار النهضة العربية ببيروت. 21520268 - أعادت الدار طبع الكتاب سنة 1999. 929501480 |
| 14 |        | مقدمة في تاريخ العرب: التاريخ السياسي والاقتصادي والاجتماعي والديني والعلمي                                                                            | 1991                | - بالتعاون مع عبد العزيز قانصو ومصطفى نجيب فواز - صدر عن دار بيروت المحروسة ببيروت. |
| 15 |        | دراسات في تاريخ المجتمع العربي | 1991                | - صدر عن دار بيروت المحروسة ببيروت بالتعاون مع مصطفى نجيب فواز وعدنان السيد حسين وعبد العزيز قانصو. - صدرت للكتاب طبعة ثانية عن الدار نفسها ببيروت سنة 1995.                                                                             |
| 16 |        | المناهج العلمية في كتابة الرسائل الجامعية: كيف تكتب بحثاً أو رسالة أو أطروحة                                                                            | 1992                | - صدر عن دار بيروت المحروسة ببيروت. - بالتعاون مع محمد منير سعد الدين. - صدرت للكتاب طبعة ثانية سنة 2006 في بيروت عن دار النشر نفسها، ولكن بعنوان آخر هو: "المناهج العلمية في كتابة الرسائل الجامعية وتحقيق المخطوطات والعلوم المساعدة". |
| 17 |        | مدن وشعوب اسلامية : ملامح من تاريخ المدن والشعوب الاسلامية، التاريخ الاجتماعي والاقتصادي والثقافي والحضاري                                             | 1992                | صدر عن دار الراتب الجامعية ببيروت. |
| 18 |        | عمر حوري سيرة رجل ومسيرة أمة (1912-1994): من رواد العطاءات والأعمال الإنسانية والخيرية والاجتماعية والتربوية في بيروت ولبنان والعالم العربي            | 1995                | صدر عن بيروت العربية في بيروت بالتعاون مع وقف البر والإحسان ودار العجزة الإسلامية. |
| 19 |        | لبنان من الفينيقية إلى العروبة | 1995(3)             | - صدر عن الدار الجامعية ببيروت. - الجزء الأول من سلسلة دراسات لبنانية وعربية. |
| 20 |        | أية ثقافة وأية سياسة للتعايش في لبنان | 1995(3)             | - صدر عن الدار الجامعية ببيروت. - الجزء الثاني من سلسلة دراسات لبنانية وعربية. |
| 21 |        | الجذور التاريخية للميثاق الوطني اللبناني | 1995(3)             | - صدر عن الدار الجامعية ببيروت. - الجزء الثالث من سلسلة دراسات لبنانية وعربية. |
| 22 |        | الأبعاد الطائفية والسياسية في مواقع الحكم والسلطة في لبنان                                                                                             | 1995(3)             | - صدر عن الدار الجامعية ببيروت. - الجزء الرابع من سلسلة دراسات لبنانية وعربية. |
| 23 |        | اتحاد الأحزاب اللبنانية لمكافحة الصهيونية | 1995(3)             | - صدر عن الدار الجامعية ببيروت. - الجزء الخامس من سلسلة دراسات لبنانية وعربية. |
| 24 |        | دور اللبنانيين في معركة النضال العربي | 1995(3)             | - صدر عن الدار الجامعية ببيروت. - الجزء السادس من سلسلة دراسات لبنانية وعربية. |
| 25 |        | العلوم عند العرب: أصولها، وملامحها الحضارية. | 1995                | - بالتعاون مع حربي عباس عطيتو محمود. - صدر عن دار النهضة العربية ببيروت. |
| 26 |        | مكة المكرمة: من خلال رحلتي ابن جبير وابن بطوطة. | 1996                | صدر عن دار النهضة العربية ببيروت. |
| 27 |        | الإمام والسلطان: الإمام عبد الرحمن بن عمرو الأوزاعي (88 - 157 هـ، 707 - 774م) والسلطان الملك الناصر صلاح الدين الأيوبي (532 - 589 هـ، 1137 - 1193م)    | 1997                | صدر عن الدار الجامعية ببيروت. |
| 28 |        | فلسطين في المؤتمرات العربية والدولية : وثائق ومراسلات تنشر للمرة الأولى                                                                                | 1998                | - صدر عن روائع مجدلاوي بعمان بالأردن. |
| 29 |        | المعجم الجامع في المصطلحات الأيوبية والمملوكية والعثمانية ذات الأصول العربية والفارسية والتركية                                                        | 1999                | - صدر عن دار العلم للملايين ببيروت بالتعاون مع عبَّاس صبَّاغ. - أعادت دار النهضة العربية طبعه في بيروت سنة 2009.1139251050 |
| 30 |        | الحاج جميل رواس (1888-1976) رجل البر والإحسان والخير والعطاء: صفحات مضيئة من تاريخ رجالات جمعية البر و الإحسان البيروتية                               | 1999                | - صدر عن دار السراج ببيروت |
| 31 |        | تاريخ الشعوب الإسلامية الحديث والمعاصر | 2000                | صدر عن دار النهضة العربية ببيروت. |
| 32 |        | دراسات في المجتمع اللبناني: دراسات سياسية، اجتماعية، اقتصادية                                                                                          | 2001                | - صدر عن دار النهضة العربية ببيروت. - صدرت له طبعة ثانية منقحة ومزيدة عن دار النشر نفسها ببيروت سنة 2006م. |
| 33 |        | تاريخ الشرق الأقصى الحديث والمعاصر | 2001                | - بالتعاون مع محمد علي القوزي. - صدر عن دار النهضة العربية ببيروت. |
| 34 |        | الدكتورة زاهية قدورة: سيرة رائدة ومسيرة أمة 1920-2002                                                                                                  | 2003                | لم يُذكر الناشر. |
| 35 |        | قضايا ومشكلات العالم العربي : القضايا الاجتماعيّة والاقتصاديّة والسياسيّة والأمنيّة والتربويّة والثقافيّة وقضايا الإصلاح والتحديث ومشروع الشرق الأوسط الكبير | 2004                | - صدر عن دار النهضة العربية ببيروت. - صدر للكتاب 4 طبعات عن دار النشر نفسها آخرها سنة 2014. |
| 36 |        | مناهج تحقيق التراث والمخطوطات العربية | 2004                | صدر عن دار النهضة العربية ببيروت. |
| 37 |        | تاريخ العلوم والتكنولوجيا عند العرب: مع دراسة للمؤثرات الحضارية والعلمية العربية والإسلامية في أوروبا                                                  | 2007                | صدر عن دار النهضة العربية ببيروت. |
| 38 |        | موسوعة العائلات البيروتية | 2010 - 2018         | - |

## المقالات

### المُحكَّمة
| الرقم التسلسلي | المقالة | اسم المقالة | سنة النشر | اسم الدورية المُحكَّمة                                    | مرجع        |
| -------------- | ------- | --- | --------- | ------------------------------------------------------ | ----------- |
| 1              |         | سور وأبواب بيروت العُثمانيَّة                                                                                     | 1988      | تاريخ العرب والعالم                                    | [ محكمة 1 ] |
| 2              |         | أبراج وقلاع وتحصينات بيروت العُثمانيَّة                                                                           | 1989      | تاريخ العرب والعالم                                    | [ محكمة 2 ] |
| 3              |         | عطاء العرب الحضاري في ميدان التاريخ                                                                            | 1997      | آفاق الثقافة والتُراث                                   | [ محكمة 3 ] |
| 4              |         | التأريخ والتدوين: بين الوثائق البريطانيَّة والفرنسيَّة وبين وثائق المحاكم الشرعيَّة والمحاضر البلديَّة                 | 2019      | مجلَّة الجامعة العربيَّة - المُجتمع والثقافة والسُلُوك البشري | [ محكمة 4 ] |
| 5              |         | التأريخ ومسؤوليَّة المُؤرِّخ في تصحيح وإعادة كتابة التاريخ: المُؤامرات والتدخُّلات الدُوليَّة في لُبنان 1840 – 1860 نموذجًا | 2020      | مجلَّة الجامعة العربيَّة - المُجتمع والثقافة والسُلُوك البشري | [ محكمة 5 ] |
| 6              |         | التجربة الدُستُوريَّة العُثمانيَّة في عهد السُلطان عبد الحميد الثاني 1876-1909                                         | 2021      | مجلَّة الجامعة العربيَّة - المُجتمع والثقافة والسُلُوك البشري | [ محكمة 6 ] |

### الصحافيَّة
| #  | عنوان المقالة | المجلَّة أو الجريدة | العدد | تاريخ النشر (ميلاديًا) | مرجع      |
| -- | --- | ----------------- | ----- | --------------------- | --------- |
| 1  | عندما كانت صقلية معبراً للتفاعل الحضاري بين العرب والغرب | العربي            | 531   | شُباط (فبراير) 2003    | [ وب 1 ]  |
| 2  | فقر المياه جرس إنذار للمُستقبل العربي | العربي            | 545   | نيسان (أبريل) 2004    | [ وب 2 ]  |
| 3  | بيروت المحروسة بين الأمس واليوم | العربي            | 629   | نيسان (أبريل) 2011    | [ وب 3 ]  |
| 4  | متى سيتم تشكيل الحُكُومة اللُبنانيَّة؟! | اللواء            | -     | 08-01-2019            | [ وب 4 ]  |
| 5  | العلّامة د. هشام نشابة والمقاصد توأمان لا ينفصلان رجل التربية والمعرفة والفكر والنهضة العلمية!                                                                   | اللواء            | -     | 02-04-2019            | [ وب 5 ]  |
| 6  | المُؤسَّسات في بيروت المحروسة، المُشكلات وآليَّات النُهُوض (3): تأسيس مستشفى البربير.. وبعض المُستشفيات التي كانت في مدينة بيروت                                         | اللواء            | -     | 06–04–2019            | [ وب 6 ]  |
| 7  | المُؤسَّسات في بيروت المحروسة، المُشكلات وآليَّات النُهُوض (الأخيرة): لوضع إستراتيجيَّة مُوحَّدة هدفها الأساسي التنسيق بين كُل المُؤسَّسات                                       | اللواء            | -     | 13–04–2019            | [ وب 7 ]  |
| 8  | ذكرى أربعة النبي أيُّوب في الرملة البيضاء في بيروت المحروسة | اللواء            | -     | 25–04–2019            | [ وب 8 ]  |
| 9  | الشعب اللُّبناني يستحق أن يعيش بكرامة | اللواء            | -     | 23–10–2019            | [ وب 9 ]  |
| 10 | وحدة اللُّبنانيين والسلسلة البشريَّة | اللواء            | -     | 30–10–2019            | [ وب 10 ] |
| 11 | تحيَّة من جميع اللُّبنانيين لطرابُلس الحبيبة مدينة الوطن | اللواء            | -     | 04–11–2019            | [ وب 11 ] |
| 12 | الخطَّاط البيروتي اللُّبناني العربي المُبدع المرحوم الأُستاذ محمود بعيون                                                                                              | اللواء            | -     | 13–11–2019            | [ وب 12 ] |
| 13 | دولة الرئيس د. حسَّان دياب كُن أكاديمياً نزيهاً في تعاطيك مع ثورة وثُوَّار 17 تشرين الأوَّل 2019                                                                          | اللواء            | -     | 11–02–2020            | [ وب 13 ] |
| 14 | د. أُسامة فاخوري 1928–2020 | اللواء            | -     | 14–04–2020            | [ وب 14 ] |
| 15 | كلمة حق رَحَلتْ | اللواء            | -     | 04–06–2020            | [ وب 15 ] |
| 16 | الرئيس الشهيد رفيق الحريري بين المحكمة الدُوليَّة والمحكمة الإلهيَّة                                                                                                 | اللواء            | -     | 20–06–2020            | [ وب 16 ] |
| 17 | متى تبدأ وحدة البيارتة.. وكيف؟ | اللواء            | -     | 31–05–2021            | [ وب 17 ] |
| 18 | سماحة المُفتي الميس… من مكسة البقاع إلى لُبنان والعالم | اللواء            | -     | 02–08–2021            | [ وب 18 ] |
| 19 | بُشرى النُعماني..و«الأغصان النُعمانيَّة من غرناطة إلى بيروت» | اللواء            | -     | 24–12–2021            | [ وب 19 ] |
| 20 | البروفسور وفيق سنّو (1930-2022) | اللواء            | -     | 21–02–2022            | [ وب 20 ] |
| 21 | البروفسور وفيق سنّو 1930 - 2022 | النهار            | -     | 19–02–2022            | [ وب 21 ] |
| 22 | جمعية المقاصد الخيرية الإسلامية في بيروت (١٢٩٥هـ-١٤٤٣م) | اللواء            | -     | 05–03–2022            | [ وب 22 ] |
| 23 | المسؤوليَّة الوطنيَّة في الانتخابات النيابيَّة: صفحات مُنذُ العهد العُثماني إلى اليوم                                                                                    | اللواء            | -     | 10–03–2022            | [ وب 23 ] |
| 24 | المسؤوليَّة الوطنيَّة في الانتخابات النيابيَّة في بيروت ولُبنان: صفحات منذُ العهد العُثماني إلى اليوم                                                                    | النهار            | -     | 14–05–2022            | [ وب 24 ] |
| 25 | رسالة إلى اللِّواء ريفي | اللواء            | -     | 23–07–2022            | [ وب 25 ] |
| 26 | مُذكَّرات الرئيس صائب سلام (11) (المُجلَّد 3): وعي الصيداويين والفلسطينيين أجهز على الفتنة الإسرائيليَّة في صيدا .. عتاب بين برِّي والحريري حول استعمال مُصطلح (سُنِّي وشيعي) | اللواء            | -     | 19–11–2022            | [ وب 26 ] |

## هوامش
- «1» غلاف طبعة دار الشُرُوق.
- «2» غلاف طبعة الدار الجامعية
- «3» لم يُذكر تاريخ النشر صراحة في أي من أعداد السلسلة، وهذا التاريخ من تقدير قسم الفهرسة في مكتبة يافث التذكارية في الجامعة الأميركية في بيروت.
- «4» غلاف الطبعة الفارسية من الكتاب

### فهرس الكتب
1. 1 2 3 4  "صفحة حسَّان حلَّاق في كُليَّة العُلُوم الإنسانيَّة بجامعة بيروت العربيَّة". جامعة بيروت العربية. مؤرشف من الأصل في 3 حُزيران (يونيو) 2023. اطلع عليه بتاريخ 3 حُزيران (يونيو) 2023. {{استشهاد ويب}}: تحقق من التاريخ في: |تاريخ الوصول= و|تاريخ أرشيف= (مساعدة)
2. ↑  "رحيل المؤرخ البيروتي د حسان حلاق عن 77 عاما". اللواء. 15 أيَّار (مايو) 2023. مؤرشف من الأصل في 3 حُزيران (يونيو) 2023. اطلع عليه بتاريخ 3 حُزيران (يونيو) 2023. {{استشهاد ويب}}: تحقق من التاريخ في: |تاريخ الوصول=، |تاريخ=، و|تاريخ أرشيف= (مساعدة)
3. ↑  حسان حلاق (1978)، موقف الدولة العثمانية من الحركة الصهيونية 1897-1909، بيروت: جامعة بيروت العربية، OCLC:903539857، QID:Q120629877
4. ↑  حسان حلاق (1980)، وقف الدولة العثمانية من الحركة الصهيونية 1897-1909 (ط. 2)، بيروت: الدار الجامعية للطباعة والنشر، OCLC:36639113، QID:Q120629977
5. ↑  حسان حلاق (1978)، تعريب النقود والدواوين في العصر الأموي (ط. 1)، بيروت، القاهرة: دار الكتاب اللبناني، دار الكتاب المصري، OCLC:16894257، QID:Q119440804
6. ↑  حسان حلاق (1986)، تعريب النقود والدواوين في العصر الأموي: الحياة المالية والاقتصادية والإدارية (ط. 2)، بيروت، القاهرة: دار الكتاب اللبناني، دار الكتاب المصري، OCLC:1035967680، QID:Q119440812
7. ↑  حسان حلاق (1988)، تعريب النقود والدواوين في العصر الأموي: الحياة المالية والاقتصادية والإدارية (PDF)، بيروت: دار النهضة العربية، OCLC:21964642، QID:Q119440825
8. ↑  حسان حلاق (1980)، المؤرخ العلامة محمد جميل بيهم (1887-1978): من رواد النهضة السياسية والاجتماعية والفكرية في لبنان والعالم العربي، بيروت، OCLC:644393248، QID:Q119351607{{استشهاد}}:  صيانة الاستشهاد: مكان بدون ناشر (link)
9. ↑  حسان حلاق (1982)، مذكرات سليم علي سلام (1898-1938): مع دراسة للعلاقات العثمانية العربية والعلاقات الفرنسية اللبنانية، بيروت: الدار الجامعية للطباعة والنشر، OCLC:13126081، QID:Q119287777
10. ↑  حسان حلاق (2013)، مذكرات سليم علي سلام (1898-1938): مع دراسة للعلاقات العثمانية العربية والعلاقات الفرنسية اللبنانية، بيروت: دار النهضة العربية، OCLC:900891688، QID:Q119287816
11. ↑  حسان حلاق (1987)، بيروت المحروسة في العهد العثماني، بيروت: الدار الجامعية للطباعة والنشر، OCLC:23515430، QID:Q119065907
12. ↑  حسان حلاق (1987)، التاريخ الاجتماعي و الاقتصادي و السياسي في بيروت و الولايات العثمانية في القرن التاسع عشر: سجلات المحكمة الشرعية في بيروت، بيروت: الدار الجامعية للطباعة والنشر، OCLC:1103723473، QID:Q120615049
13. ↑  حسان حلاق؛ عبد العزيز قانصو؛ مصطفى نجيب فواز (1991)، مقدمة في تاريخ العرب: التاريخ السياسي والاقتصادي والاجتماعي والديني والعلمي، بيروت: دار بيروت المحروسة، OCLC:31706866، QID:Q119845176
14. ↑  حسان حلاق؛ مصطفى نجيب فواز؛ عدنان السيد حسين؛ عبد العزيز قانصو (1991)، دراسات في تاريخ المجتمع العربي (ط. 1)، بيروت: دار بيروت المحروسة، OCLC:29842010، QID:Q120669108
15. ↑  حسان حلاق؛ مصطفى نجيب فواز؛ عدنان السيد حسين؛ عبد العزيز قانصو (1995)، دراسات في تاريخ المجتمع العربي (ط. 2)، بيروت: دار بيروت المحروسة، OCLC:1014035293، QID:Q120669110
16. ↑  حسان حلاق؛ محمد منير سعد الدين (1992)، المناهج العلمية في كتابة الرسائل الجامعية: كيف تكتب بحثاً أو رسالة أو أطروحة (ط. 1)، بيروت: دار بيروت المحروسة، OCLC:4771208137، QID:Q120407480
17. ↑  حسان حلاق؛ محمد منير سعد الدين (2006)، المناهج العلمية في كتابة الرسائل الجامعية: كيف تكتب بحثاً أو رسالة أو أطروحة (ط. 2)، بيروت: دار بيروت المحروسة، OCLC:4770313357، QID:Q120411009
18. ↑  حسان حلاق (1992)، مدن وشعوب إسلامية: ملامح من تاريخ المدن والشعوب الإسلامية، التاريخ الاجتماعي والاقتصادي والثقافي والحضاري، بيروت: دار الراتب الجامعية، OCLC:1227827370، QID:Q120510633
19. ↑  حسان حلاق (1995)، عمر حوري سيرة رجل ومسيرة أمة (1912-1994): من رواد العطاءات والأعمال الإنسانية والخيرية والاجتماعية والتربوية في بيروت ولبنان والعالم العربي، بيروت: جامعة بيروت العربية، OCLC:784509046، QID:Q119267760
20. ↑  حربي عباس؛ حسان حلاق (1995)، العلوم عند العرب: أصولها، وملامحها الحضارية، بيروت: دار النهضة العربية، OCLC:956974180، QID:Q120688032
21. ↑  حسان حلاق (1996)، مكة المكرمة: من خلال رحلتي ابن جبير وابن بطوطة (ط. 1)، بيروت: دار النهضة العربية، OCLC:36562751، QID:Q120364458
22. ↑  حسان حلاق (1997)، الإمام والسُلطان: الإمام عبد الرحمن بن عمرو الأوزاعي (88 - 157 هـ، 707 - 774م) والسلطان الملك الناصر صلاح الدين الأيوبي (532 - 589 هـ، 1137 - 1193م)، بيروت: الدار الجامعية للطباعة والنشر، OCLC:44065364، QID:Q120359699
23. ↑  حسان حلاق (1998)، فلسطين في المؤتمرات العربية والدولية: وثائق ومراسلات تنشر للمرة الأولى، عَمَّان: روائع مجدلاوي، OCLC:38565178، QID:Q120359619
24. ↑  حسان حلاق؛ عباس صباغ (1999)، المُعجم الجامع في المُصطلحات الأيوبيَّة والمملوكيَّة والعُثمانيَّة ذات الأُصُول العربيَّة والفارسيَّة والتُركيَّة: المُصطلحات الإداريَّة والعسكريَّة والسياسيَّة والاقتصاديَّة والاجتماعيَّة والعائليَّة (بالعربية والفارسية والتركية العثمانية) (ط. 1)، بيروت: دار العلم للملايين، OCLC:45287094، QID:Q118039384
25. ↑  حسان حلاق (1999)، الحاج جميل رواس (1888-1976) رجل البر و الإحسان و الخير و العطاء: : صفحات مضيئة من تاريخ رجالات جمعية البر و الإحسان البيروتية، بيروت: دار السراج، OCLC:784528586، QID:Q120512007
26. ↑  حسان حلاق (2000)، تاريخ الشعوب الإسلامية الحديث والمعاصر، بيروت: دار النهضة العربية، OCLC:1158633895، QID:Q120685007
27. ↑  حسان حلاق، دراسات في المجتمع اللبناني: دراسات سياسية، اجتماعية، اقتصادية، QID:Q120446439
28. ↑  حسان حلاق (2006)، دراسات في المجتمع اللبناني: دراسات سياسية، اجتماعية، اقتصادية (ط. 2)، بيروت: دار النهضة العربية، OCLC:1136107871، QID:Q120446618
29. ↑  محمد علي القوزي؛ حسان حلاق (2001)، تاريخ الشرق الأقصى الحديث والمعاصر، بيروت: دار النهضة العربية، OCLC:956772379، QID:Q120671844
30. ↑  حسان حلاق (2003)، الدكتورة زاهية قدورة: سيرة رائدة ومسيرة أمة 1920-2002، بيروت، OCLC:829342082، QID:Q120435442{{استشهاد}}:  صيانة الاستشهاد: مكان بدون ناشر (link)
31. ↑  حسان حلاق (2004)، قضايا ومشكلات العالم العربي: القضايا الاجتماعيّة والاقتصاديّة والسياسيّة والأمنيّة والتربويّة والثقافيّة وقضايا الإصلاح والتحديث ومشروع الشرق الأوسط الكبير (ط. 1)، بيروت: دار النهضة العربية، OCLC:587239967، QID:Q120472870
32. ↑  حسان حلاق (2016)، قضايا ومشكلات العالم العربي: القضايا الاجتماعية والاقتصادية والسياسية والأمنية والتربوية والثقافية وقضايا الإصلاح والتحديث ومشروع الشرق الأوسط الكبير (ط. 4)، بيروت: دار النهضة العربية، OCLC:1230014739، QID:Q120669887
33. ↑  حسان حلاق (2004)، مناهج تحقيق التراث والمخطوطات العربية، بيروت: دار النهضة العربية، OCLC:61069640، QID:Q120477798
34. ↑  حسان حلاق (2007)، تاريخ العلوم والتكنولوجيا عند العرب: مع دراسة للمؤثرات الحضارية والعلمية العربية والإسلامية في أوروبا (ط. 1)، بيروت: دار النهضة العربية، OCLC:191927500، QID:Q120492163

### فهرس المقالات
مقالات محكمة
1. ↑  حسان حلاق (1988). "سور وأبواب بيروت العثمانية". تاريخ العرب والعالم. ج. 14 ع. 121، 122: 14–26. QID:Q120171476.
2. ↑  حسان حلاق (1989). "أبراج وقلاع وتحصينات بيروت العُثمانية". تاريخ العرب والعالم. ج. 15 ع. 123، 124: 24–36. QID:Q120171550.
3. ↑  حسان حلاق (1 مايو 1997). "عطاء العرب الحضاري في ميدان التاريخ" (PDF). آفاق الثقافة والتراث ع. 17: 25–45. ISSN:1607-2081. QID:Q120358261.
4. ↑  حسان حلاق (أغسطس 2019). "التأريخ والتدوين: بين الوثائق البريطانيَّة والفرنسيَّة وبين وثائق المحاكم الشرعيَّة والمحاضر البلديَّة". مجلة جامعة بيروت العربية - المجتمع والثقافة والسلوك البشري. ج. 1 ع. 1. DOI:10.54729/2789-8296.1015. ISSN:2789-8296. QID:Q120358943.
5. ↑  حسان حلاق (فبراير 2020). "التأريخ ومسؤوليَّة المُؤرِّخ في تصحيح وإعادة كتابة التاريخ: المُؤامرات والتدخُّلات الدُوليَّة في لُبنان 1840 – 1860 نموذجًا". مجلة جامعة بيروت العربية - المجتمع والثقافة والسلوك البشري. ج. 1 ع. 2. DOI:10.54729/2789-8296.1027. ISSN:2789-8296. QID:Q120411725.
6. ↑  حسان حلاق (فبراير 2021). "التجربة الدُستُوريَّة العُثمانيَّة في عهد السُلطان عبد الحميد الثاني 1876-1909". مجلة جامعة بيروت العربية - المجتمع والثقافة والسلوك البشري. ج. 2 ع. 2. DOI:10.54729/2789-8296.1065. ISSN:2789-8296. QID:Q120413647.

مقالات الوب
1. ↑  حسان حلاق (1 فبراير 2003). "عندما كانت صقلية معبراً للتفاعل الحضاري بين العرب والغرب". العربي. المجلس الوطني للثقافة والفنون والآداب. ع. 531. مؤرشف من الأصل في 2023-07-08. اطلع عليه بتاريخ 2023-07-09.
2. ↑  حسان حلاق (1 أبريل 2004). "فقر المياه جرس إنذار للمستقبل العربي". العربي. المجلس الوطني للثقافة والفنون والآداب. ع. 545. مؤرشف من الأصل في 2023-07-08. اطلع عليه بتاريخ 2023-07-09.
3. ↑  حسان حلاق (1 أبريل 2011). "بيروت المحروسة بين الأمس واليوم". العربي. المجلس الوطني للثقافة والفنون والآداب. ع. 629. مؤرشف من الأصل في 2023-07-08. اطلع عليه بتاريخ 2023-07-09.
4. ↑  حسان حلاق (8 يناير 2019). "متى سيتم تشكيل الحكومة اللبنانية؟!". جريدة اللواء الإلكترونية. مؤرشف من الأصل في 2023-06-20. اطلع عليه بتاريخ 2023-07-09.
5. ↑  حسان حلاق (2 أبريل 2019). "العلّامة د. هشام نشابة والمقاصد توأمان لا ينفصلان رجل التربية والمعرفة والفكر والنهضة العلمية!". جريدة اللواء الإلكترونية. مؤرشف من الأصل في 2023-06-20. اطلع عليه بتاريخ 2023-07-13.
6. ↑  حسان حلاق (06–04–2019). "المُؤسَّسات في بيروت المحروسة، المُشكلات وآليَّات النُهُوض (3): تأسيس مستشفى البربير.. وبعض المُستشفيات التي كانت في مدينة بيروت". اللواء. مؤرشف من الأصل في 20-07-2023. {{استشهاد بمجلة}}: تحقق من التاريخ في: |تاريخ= (مساعدة)
7. ↑  حسان حلاق (13–04–2019). "المُؤسَّسات في بيروت المحروسة، المُشكلات وآليَّات النُهُوض (الأخيرة): لوضع إستراتيجيَّة مُوحَّدة هدفها الأساسي التنسيق بين كُل المُؤسَّسات". اللواء. مؤرشف من الأصل في 19-06-2023. {{استشهاد بمجلة}}: تحقق من التاريخ في: |تاريخ= (مساعدة)
8. ↑  حسان حلاق (25–04–2019). "ذكرى أربعة النبي أيُّوب في الرملة البيضاء في بيروت المحروسة". اللواء. مؤرشف من الأصل في 22-06-2023. {{استشهاد بمجلة}}: تحقق من التاريخ في: |تاريخ= (مساعدة)
9. ↑  حسان حلاق (23–10–2019). "الشعب اللُّبناني يستحق أن يعيش بكرامة". اللواء. مؤرشف من الأصل في 22-06-2023. {{استشهاد بمجلة}}: تحقق من التاريخ في: |تاريخ= (مساعدة)
10. ↑  حسان حلاق (30–10–2019). "وحدة اللُّبنانيين والسلسلة البشريَّة". اللواء. مؤرشف من الأصل في 22-06-2023. {{استشهاد بمجلة}}: تحقق من التاريخ في: |تاريخ= (مساعدة)
11. ↑  حسان حلاق (04–11–2019). "تحيَّة من جميع اللُّبنانيين لطرابُلس الحبيبة مدينة الوطن". اللواء. مؤرشف من الأصل في 22-06-2023. {{استشهاد بمجلة}}: تحقق من التاريخ في: |تاريخ= (مساعدة)
12. ↑  حسان حلاق (13–11–2019). "الخطَّاط البيروتي اللُّبناني العربي المُبدع المرحوم الأُستاذ محمود بعيون". اللواء. مؤرشف من الأصل في 22-06-2023. {{استشهاد بمجلة}}: تحقق من التاريخ في: |تاريخ= (مساعدة)
13. ↑  حسان حلاق (11–02–2020). "دولة الرئيس د. حسَّان دياب كُن أكاديمياً نزيهاً في تعاطيك مع ثورة وثُوَّار 17 تشرين الأوَّل 2019". اللواء. مؤرشف من الأصل في 22-06-2023. {{استشهاد بمجلة}}: تحقق من التاريخ في: |تاريخ= (مساعدة)
14. ↑  حسان حلاق (14–04–2020). "د. أُسامة فاخوري 1928–2020". اللواء. مؤرشف من الأصل في 01-07-2023. {{استشهاد بمجلة}}: تحقق من التاريخ في: |تاريخ= (مساعدة)
15. ↑  حسان حلاق (04–06–2020). "كلمة حق رَحَلتْ". اللواء. مؤرشف من الأصل في 01-07-2023. {{استشهاد بمجلة}}: تحقق من التاريخ في: |تاريخ= (مساعدة)
16. ↑  حسان حلاق (20–06–2020). "الرئيس الشهيد رفيق الحريري بين المحكمة الدُوليَّة والمحكمة الإلهيَّة". اللواء. مؤرشف من الأصل في 01-07-2023. {{استشهاد بمجلة}}: تحقق من التاريخ في: |تاريخ= (مساعدة)
17. ↑  حسان حلاق (31–05–2021). "متى تبدأ وحدة البيارتة.. وكيف؟". اللواء. مؤرشف من الأصل في 01-07-2023. {{استشهاد بمجلة}}: تحقق من التاريخ في: |تاريخ= (مساعدة)
18. ↑  حسان حلاق (02–08–2021). "سماحة المُفتي الميس… من مكسة البقاع إلى لُبنان والعالم". اللواء. مؤرشف من الأصل في 01-07-2023. {{استشهاد بمجلة}}: تحقق من التاريخ في: |تاريخ= (مساعدة)
19. ↑  حسان حلاق (24–12–2021). "بُشرى النُعماني..و«الأغصان النُعمانيَّة من غرناطة إلى بيروت»". اللواء. مؤرشف من الأصل في 01-07-2023. {{استشهاد بمجلة}}: تحقق من التاريخ في: |تاريخ= (مساعدة)
20. ↑  حسان حلاق (21–02–2022). "البروفسور وفيق سنّو (1930-2022)". اللواء. مؤرشف من الأصل في 01-07-2023. {{استشهاد بمجلة}}: تحقق من التاريخ في: |تاريخ= (مساعدة)
21. ↑  حسان حلاق (19–02–2022). "البروفسور وفيق سنّو 1930 - 2022". النهار. مؤرشف من الأصل في 08-07-2023. {{استشهاد بمجلة}}: تحقق من التاريخ في: |تاريخ= (مساعدة) (الاشتراك مطلوب)
22. ↑  حسان حلاق (05–03–2022). "جمعية المقاصد الخيرية الإسلامية في بيروت (١٢٩٥هـ-١٤٤٣م)". اللواء. مؤرشف من الأصل في 01-07-2023. {{استشهاد بمجلة}}: تحقق من التاريخ في: |تاريخ= (مساعدة)
23. ↑  حسان حلاق (10–03–2022). "المسؤوليَّة الوطنيَّة في الانتخابات النيابيَّة: صفحات مُنذُ العهد العُثماني إلى اليوم". اللواء. مؤرشف من الأصل في 01-07-2023. {{استشهاد بمجلة}}: تحقق من التاريخ في: |تاريخ= (مساعدة)
24. ↑  حسان حلاق (14–05–2022). "المسؤوليَّة الوطنيَّة في الانتخابات النيابيَّة في بيروت ولُبنان: صفحات منذُ العهد العُثماني إلى اليوم". النهار. مؤرشف من الأصل في 08-07-2023. {{استشهاد بمجلة}}: تحقق من التاريخ في: |تاريخ= (مساعدة) (الاشتراك مطلوب)
25. ↑  حسان حلاق (23–07–2022). "رسالة إلى اللِّواء ريفي". اللواء. مؤرشف من الأصل في 01-07-2023. {{استشهاد بمجلة}}: تحقق من التاريخ في: |تاريخ= (مساعدة)
26. ↑  حسان حلاق (19–11–2022). "مُذكَّرات الرئيس صائب سلام (11) (المُجلَّد 3): وعي الصيداويين والفلسطينيين أجهز على الفتنة الإسرائيليَّة في صيدا .. عتاب بين برِّي والحريري حول استعمال مُصطلح (سُنِّي وشيعي)". اللواء. مؤرشف من الأصل في 01-07-2023. {{استشهاد بمجلة}}: تحقق من التاريخ في: |تاريخ= (مساعدة)